# Arthur Ramfors
Arthur Lorentz Ramfors, född den 22 februari 1895 i Västra Karups församling, Kristianstads län, död den 26 maj 1979 i Ängelholm, var en svensk jurist. Han var far till Bo Ramfors.
Ramfors avlade studentexamen i Helsingborg 1915 och juris kandidatexamen vid Lunds universitet 1921. Han blev fiskal och assessor i Göta hovrätt 1931, hovrättsråd där 1934 och revisionssekreterare 1937. Ramfors var häradshövding i Norra Åsbo domsaga 1941–1962. Han blev riddare av Nordstjärneorden 1937 och kommendör av samma orden 1952.